# ティルセニア語族
ティルセニア語族（Tyrsenian languages）またはティレニア語族（Tyrrhenian　languages）は死語であるエトルリア語、ラエティア語（アルプス地方で話されていた。Raetian）やレムニア語（エーゲ海のレムノス島で話されていた。Lemnian）を含む、仮説段階の語族。en:Helmut Rix (1998)によって提唱された。

## 他語族との関連
ミノア語やインド・ヨーロッパ語族、コーカサス諸語との同系説があるが、詳細は不明。